# Zhenjiang
Zhenjiang (chiń. 镇江; pinyin Zhènjiāng) – miasto o statusie prefektury miejskiej we wschodnich Chinach, w prowincji Jiangsu, port w miejscu przecięcia rzeki Jangcy z Wielkim Kanałem. W 2010 roku liczba mieszkańców miasta wynosiła 635 213. Prefektura miejska w 1999 roku liczyła 2 661 699 mieszkańców. Ośrodek szkolnictwa wyższego, handlu oraz przemysłu spożywczego, włókienniczego, chemicznego, celulozowo-papierniczego, maszynowego i metalurgicznego.

## Miasta partnerskie
- Kurashiki, Japonia
- Tsu, Japonia (1984)
- Tempe, USA (1989)
- Lac-Mégantic, Kanada (1995)
- İzmit, Turcja (1996)
- Londrina, Brazylia (1997)
- Iksan, Korea Południowa (1998)
- Mannheim, Niemcy (2004)